# Hoboconcert (Mozart)
Het Hoboconcert in C majeur, KV 314, is een compositie van Wolfgang Amadeus Mozart voor hobo en een orkest van twee hobo's, twee hoorns en strijkers. Mozart schreef het werk voor de hoboïst Giuseppe Ferlendis, die op dat moment in dienst was van het orkest van de aartsbisschop van Salzburg. De oorsprong van het werk kan gedateerd worden tussen 1 april 1777, de dag dat Ferlendis in dienst trad van dat orkest, en 22 september 1777, de dag dat Mozart Mannheim verliet.
Het hoboconcert bestaat uit drie delen:
1. Allegro aperto
2. Adagio non troppo
3. Rondo: Allegretto

## Van hobo naar fluit
Het hoboconcert was onbekend tot het in 1920 in Salzburg werd ontdekt. Na onderzoek bleek dat Mozarts Fluitconcert nr. 2 in D majeur, op dat moment wel een bekend stuk, direct van het hoboconcert was afgeleid. Door onder meer de correspondentie van Mozart te onderzoeken werd de historie van het stuk duidelijk, en daarmee het verband met het fluitconcert. In de periode dat Mozart in Mannheim verbleef kreeg hij van de Nederlandse arts Ferdinand Dejean de opdracht om onder andere drie fluitconcerten te schrijven. Mozart, die naar verluidt nogal een hekel had aan een solistische rol van de fluit in een stuk, bezorgde zichzelf een gênante situatie door maar één fluitconcert te completeren. In tijdnood verkerend besloot hij om zijn hoboconcert te bewerken tot een fluitconcert. Hij transponeerde het stuk naar D, en paste de partituur aan zodat het beter zou passen bij het karakter van de fluit. Een derde fluitconcert werd nooit gemaakt, en Mozart kreeg maar een deel van het afgesproken honorarium. Het fluitconcert bleef daarna in de bekendheid bestaan, terwijl het hoboconcert voor lange tijd in de vergetelheid raakte.
- Bibliothèque nationale de France: cb13915046v (data)
- Gemeinsame Normdatei: 300108699
- Library of Congress Control Number: n81072645
- MusicBrainz work: 14b1ddad-4559-4c31-9da6-36f42effd601
- Nationale bibliotheek van Australië: 35238490
- Nationale Bibliotheek van Israël: 987007350485205171
- Virtual International Authority File: 174183276